# Diana Riesler
Diana Riesler (* 2. August 1984 in Jena) ist eine ehemalige deutsche Duathletin und Triathletin. Sie ist mehrfache Deutsche Triathlon-Meisterin, Triathlon-Europameisterin auf der Langdistanz (2013) und Ironman-Siegerin (2014, 2015). Riesler wird in der Bestenliste deutscher Triathletinnen auf der Ironman-Distanz geführt.

## Werdegang
Nach einem erfolgreichen Forstwirtschafts-Studium an der Fachhochschule für Forstwirtschaft in Schwarzburg mit dem Abschluss Diplom-Forstingenieurin (FH) betreibt Diana Riesler seit 2006 Triathlon. Im Februar 2008 wurde sie bei ihrem ersten Start auf der Ironman-Distanz (3,86 km Schwimmen, 180,2 km Radfahren und 42,195 km Laufen) Siegerin der Altersklasse 20–25 Jahre.

### Triathlon-Profi seit 2009
Seit der Saison 2009 startet sie als Profi. Diana Riesler war festes Mitglied im Team TRIPEP und sie wurde von Joseph Spindler und Brett Sutton trainiert.
Im Juni 2010 wurde sie Deutsche Meisterin auf der Mitteldistanz und 2011 holte sie sich den Titel auch in Köln auf der Langdistanz.

### Europameisterin Triathlon Langdistanz 2013
Im September 2013 wurde sie ETU-Europameisterin auf der Langdistanz.

In Langkawi gewann sie im September 2014 den Ironman Malaysia (3,86 km Schwimmen, 180,2 km Radfahren und 42,195 km Laufen) – mit mehr als einer halben Stunde Vorsprung auf die Zweitplatzierte. Im Oktober wurde sie auf Mallorca Siebte bei der Europameisterschaft auf der Triathlon-Mitteldistanz.
Im Mai 2015 gewann sie den Ironman Lanzarote. Am 31. Juli wurde bekanntgegeben, dass Diana Riesler als 19. Frau im Kona Points Ranking System erstmals einen Pro-Startplatz für die Ironman World Championships im Oktober auf Hawaii erhält. Die 35 höchstplatzierten Profi-Triathletinnen, die zwischen dem 31. August und dem 31. Juli des Folgejahres die meisten Punkte mit ihren Platzierungen bei Ironman-Wettkämpfen weltweit sammeln, sind jeweils für die Weltmeisterschaften in Kailua Kona qualifiziert. Sie konnte das Rennen in Kona aber nicht beenden.
 Im November 2017 konnte sie auf Malaysia ihren Erfolg aus dem Vorjahr wiederholen und zum vierten Mal in Folge den Ironman Malaysia gewinnen. 2017 beendete sie ihre Triathlonkarriere. 
Diana Riesler ist geschieden und lebt in Felanitx auf der spanischen Insel Mallorca.

## Sportliche Erfolge
| Datum/Jahr    | Rang | Wettbewerb                                           | Austragungsort | Zeit     | Bemerkung |
| ------------- | ---- | ---------------------------------------------------- | -------------- | -------- | --- |
| 18. Juni 2017 | 8    | Ironman 70.3 Elsinore                                | Helsingør      | 04:21:01 | Ironman 70.3 European Championships |
| 9. Apr. 2017  | 1    | Triathlon de Portocolom                              | Portocolom     | 01:58:39 | Siegerin auf Mallorca |
| 10. Dez. 2016 | 5    | Ironman 70.3 Bahrain                                 | Manama         |          | drittes Rennen der „Challenge Triple-Crown-Serie“ |
| 7. Aug. 2016  | 1    | Ironman 70.3 Gdynia                                  | Gdynia         | 04:18:45 | erfolgreiche Titelverteidigung |
| 5. Juni 2016  | 1    | Keszthely Triathlon                                  | Keszthely      |          | Siegerin auf der Halbdistanz am Plattensee |
| 10. Apr. 2016 | 2    | Triathlon de Portocolom                              | Portocolom     | 04:15:11 | Zweite hinter der Schweizerin Emma Bilham (1 km Schwimmen, 100 km Radfahren und 10 km Laufen) |
| 9. Aug. 2015  | 1    | Ironman 70.3 Gdynia                                  | Gdynia         | 04:23:01 | |
| 26. Juli 2015 | 1    | Challenge Poznań                                     | Poznań         | 04:21:33 | |
| 9. Mai 2015   | 8    | Ironman 70.3 Mallorca                                | Alcúdia        | 04:39:57 | |
| 18. Okt. 2014 | 7    | ETU Middle Distance Triathlon European Championships | Peguera        | 04:50:06 | Europameisterschaft auf der Mitteldistanz im Rahmen der Challenge Paguera-Mallorca |
| 18. Mai 2014  | 3    | Ironman 70.3 Barcelona                               | Barcelona      | 04:59:13 | Dritte bei der Erstaustragung |
| 16. Juni 2013 | 2    | Triathlon Ingolstadt                                 | Ingolstadt     | 03:40:41 | Zweite auf der Mitteldistanz – hinter Sonja Tajsich |
| 22. Juli 2012 | 1    | Trumer Triathlon                                     | Obertrum       | 04:30:23 | Siegerin auf der Mitteldistanz |
| 23. Jan. 2011 | 6    | Ironman 70.3 South Africa                            | Buffalo City   | 04:56:01 | [ 7 ] |
| 15. Aug. 2010 | 6    | Ironman 70.3 Germany                                 | Wiesbaden      | 04:52:13 | |
| 6. Juni 2010  | 1    | DTU Deutsche Meisterschaft Triathlon Mitteldistanz   | Kulmbach       | 04:22:15 | Siegerin bei der Internationalen Deutschen Meisterschaft auf der Mitteldistanz (2 km Schwimmen, 85 km Radfahren und 20 km Laufen) im Rahmen des Mönchshof Triathlon – vor Kristin Möller und Andrea Steinbecher |
| 17. Jan. 2010 | 5    | Ironman 70.3 South Africa                            | East London    | 04:47:50 | |
| 18. Jan. 2009 | 5    | Ironman 70.3 South Africa                            | East London    | 05:08:54 | erster Start als Profi – hinter der Siegerin Lucie Zelenková |

| Datum/Jahr    | Rang | Wettbewerb           | Austragungsort    | Zeit     | Bemerkung |
| ------------- | ---- | -------------------- | ----------------- | -------- | --- |
| 11. Nov. 2017 | 1    | Ironman Malaysia     | Langkawi          | 09:19:00 | erfolgreiche Titelverteidigung mit neuem Streckenrekord                                                                   |
| 13. Aug. 2017 | 1    | Challenge Regensburg | Regensburg        | 08:51:02 | |
| 16. Juli 2017 | 2    | Ironman UK           | Bolton            | 09:41:56 | |
| 12. Nov. 2016 | 1    | Ironman Malaysia     | Langkawi          | 09:25:34 | |
| 3. Juli 2016  | DNF  | Ironman Germany      | Frankfurt am Main | –        | Rennabbruch mit Unterkühlung im Schwimmen beim Ironman European Championship                                              |
| 14. Nov. 2015 | 1    | Ironman Malaysia     | Langkawi          | 09:37:06 | erfolgreiche Titelverteidigung                                                                                            |
| 10. Okt. 2015 | DNF  | Ironman Hawaii       | Hawaii            | –        | Ironman World Championships                                                                                               |
| 23. Mai 2015  | 1    | Ironman Lanzarote    | Puerto del Carmen | 09:56:03 | |
| 29. März 2015 | 5    | Ironman South Africa | Port Elizabeth    | 09:38:16 | |
| 27. Sep. 2014 | 1    | Ironman Malaysia     | Langkawi          | 09:26:38 | |
| 24. Aug. 2014 | 2    | MetaMan              | Bintan            | 09:19:49 | |
| 20. Juli 2014 | 7    | Challenge Roth       | Roth              |          | |
| 1. Sep. 2013  | 1    | Challenge Vichy      | Vichy             | 08:59:48 | ETU-Europameisterin auf der Langdistanz                                                                                   |
| 12. Aug. 2012 | DNF  | Challenge Copenhagen | Kopenhagen        | –        | Rennabbruch nach Sturz auf der Radstrecke                                                                                 |
| 22. Apr. 2012 | 3    | Ironman South Africa | Port Elizabeth    | 10:01:14 | |
| 3. Sep. 2011  | 1    | Cologne 226          | Köln              | 09:11:59 | Diana Riesler konnte ihren Sieg aus dem Vorjahr erfolgreich verteidigen und wurde Deutsche Meisterin auf der Langdistanz. |
| 31. Juli 2011 | 2    | Ironman UK           | Bolton            | 09:25:41 | |
| 3. Juli 2011  | 3    | Ironman Austria      | Klagenfurt        | 08:53:34 | persönliche Ironman-Bestzeit                                                                                              |
| 10. Apr. 2011 | 3    | Ironman South Africa | Port Elizabeth    | 09:20:37 | |
| 3. Okt. 2010  | 1    | TriStar 222 Sardinia | Sardinien         | 08:16:47 | Sieg in Sardinien (2 km Schwimmen, 200 km Radfahren und 20 km Laufen)                                                     |
| 5. Sep. 2010  | 1    | Cologne 226          | Köln              | 09:10:28 | Siegerin auf der Langdistanz (3,8 km Schwimmen, 180 km Radfahren und 42,195 km Laufen)                                    |
| 4. Juli 2010  | 5    | Ironman Germany      | Frankfurt am Main | 09:27:37 | |
| 28. März 2010 | 4    | Ironman Australia    | Port Macquarie    | 09:57:04 | hinter der Siegerin und Ironman-Debutantin Carrie Lester aus Australien                                                   |
| 5. Juli 2009  | 7    | Ironman Austria      | Klagenfurt        | 09:41:33 | |
| 2. Aug. 2008  | 3    | Kalmar Triathlon     | Kalmar            | 09:48:38 | Schwedische Langstreckenmeisterschaft (3,8 km Schwimmen, 180 km Radfahren und 42 km Laufen)                               |
| 23. Feb. 2008 | 9    | Ironman Malaysia     | Langkawi          |          | Siegerin in der Altersklasse 20–25 Jahre auf der Langdistanz                                                              |

| Datum/Jahr    | Rang | Wettbewerb     | Austragungsort | Zeit  | Bemerkung |
| ------------- | ---- | -------------- | -------------- | ----- | --- |
| 16. Aug. 2008 | 18   | Xterra Germany | Olbersdorf     | 03:25 | Deutsche Vizemeisterin Cross-Triathlon am Olbersdorfer See in ihrer Altersklasse (1,5 km Schwimmen, 36 km Mountainbike und 9 km Trailrun) |

(DNF – Did Not Finish)